# 北京文旺阁木作博物馆
北京文旺阁木作博物馆，位于北京市通州区台湖镇东下营村，是一家展示木作艺术的私立博物馆。

## 简介
该馆创建人王文旺生在“木都之乡”河北省武邑县，他所在村以做木匠活儿知名，每家都有独立的木工坊。1988年，18岁的王文旺来北京，在一家家具仓库从事家具修复工作。1992年，他成立自己的公司，从事古典家具修复工作。2005年前后，他逐渐缩减生意规模，将精力放在文物研究上。经过将近10年积累，他整理出数十个系列的展品，包括明清以来各类漆器，古代榫卯结构实物展示，不同地区的儿童车，各行业工具行头等等。他带着展品到全国各地参加展览。经过1年准备，2017年1月12日，他向主管部门递交了注册博物馆的材料。3个多月后，领导及专家来展厅实地考察，同意王文旺成立博物馆。2017年7月初，审核通过，北京文旺阁木作博物馆获准领取执照。博物馆馆名由文物界专家谢辰生题写。2017年6月，博物馆开馆。
北京文旺阁木作博物馆建筑面积6000平方米，开馆时有7个展馆、50余个主题展，展品上万件。全馆被进院子的通道分成东、西、北三个区域：西区是由王文旺原先的收藏室改成的展区，共有5个展室；东区是由原先工人们修复古董家具的车间改造，改造后一半是教研中心，另一半被辟为展室；北区是王文旺的藏品库、缩减规模后的家具修复部和闲置空间。
该馆开馆时，每月至少要花十多万元维持场馆运营。参观不收门票，所以每月外出办展参会的三万多元收入是该馆的主要收入来源。王文旺还要另拿自己的积蓄补贴博物馆运营。